# Millia Rage
Millia Rage (ミリア＝レイジ Miria Reiji?) es un personaje de la saga de videojuegos de lucha Guilty Gear. Es una ex-asesina que desertó del gremio al que pertenecía y es perseguida por ese hecho. Millia es una hermosa mujer rubia que usa su largo cabello como arma, el cual puede asumir cualquier forma y tamaño que ella desee. Millia ha aparecido en todos los juegos de Guilty Gear y se ha convertido ya en uno de los personajes más emblemáticos de la saga.

## Personalidad
Millia siempre ha sido algo fría y callada, pero desde que abandonó al Gremio de Asesinos, ha dejado de actuar solamente bajo parámetros de costo y beneficio. Tras rodearse de gente más normal, aprendió a convivir con un rango amplio de emociones humanas. A pesar de que no se aprecien muchos cambios en ella, logró convertirse en alguien más considerada y compasiva con los demás. Sin embargo, los años de entrenamiento como asesina no se olvidan de la noche a la mañana, por lo que todavía queda algo de frialdad en su interior. También está dispuesta a cargar con dolor para asegurarse de que el peligro que la persigue no afecte a otras personas. En situaciones que no sabe cómo manejarlas, a veces actuará más como una niña pequeña y no como la mujer en que se ha convertido.

## Historia

### Trasfondo
Nacida de ascendencia rusa, Millia perdió a sus padres a muy temprana edad. Fue adoptada por el Gremio de Asesinos, donde fue entrenada en el arte de Hi-Deigokutsuipou, o las "Seis Magias Prohibidas", magias oscuras que conceden gran poder a quienes las practican, pero que tienen como consecuencia terribles efectos secundarios. Usando el Sexto Hi-Deigokutsuipou, "Angra", Millia adquirió la habilidad de manipular su cabello a voluntad. Zato-1 practicó una técnica similar, la quinta Magia Prohibida, "Shokusei Kagejin", sacrificando su sentido de la vista. Sin embargo las consecuencias en el caso de Millia aún son desconocidas.
Debido al ascenso de poder de Zato-1 dentro del Gremio, Millia traicionó a su “camarada”, encerrándolo en un portal dimensional. Millia abandonó el gremio poco después al sentirse inconforme con los crueles métodos de los asesinos. El líder del Gremio escapó eventualmente; lleno de ira hacia las acciones de Millia, emprende la búsqueda para vengarse.

### Guilty Gear: The Missing Link
Al escuchar que Zato-1 había escapado de la prisión donde se encontraba, Millia entra al Segundo torneo de la Santa Orden para rastrear a Zato, determinada a acabar con su vida de una vez por todas. Al igual que muchos de los demás combatientes, Millia fue manipulada. El derramamiento de sangre provocado por el torneo liberó a Justice de su prisión dimensional; sin embargo, al final fue destruida por Sol Badguy.

### Guilty Gear X: By Your Side
Aún en busca de Zato, Millia escucha acerca de un Gear con voluntad propia. Varios países organizan otro torneo con 500.000 dólares mundiales como premio a quien capture vivo o muerto al mencionado Gear. Millia usa esto como otro medio para encontrar a Zato. Según la historia, Millia al fin logra encontrar a Zato y pone fin a su vida. Pero, sin saberlo, Eddie, quien ya había empezado a controlar a Zato, toma control total sobre su cadáver y lo usa para sus propósitos.

### Guilty Gear XX: The Midnight Carnival
Después de la derrota de la Gear comandante Dizzy y de la muerte de Zato, Milla continúa viviendo en su soledad, hasta que recibe noticias sobre avistamientos de una criatura similar a la bestia prohibida de Zato, Eddie. Encontrándose con viejos y nuevos rostros en el camino, Millia enfrenta una vez más a Eddie.

## Relaciones

### Zato-1/Eddie
Camaradas durante su estancia en el Gremio de Asesinos, Millia fue la responsable del aprisionamiento dimensional Zato-1. Una de las más grandes relaciones a través de la historia, el odio de Millia hacia Zato-1, y por consiguiente hacia Eddie, no cesará hasta lograr su completa destrucción.
Varios son los indicios de que al parecer Millia y Zato en algún momento tuvieron una relación romántica. Durante algunos de los caminos de Millia en el modo historia de Guilty Gear XX se deja entrever el hecho y en los drama CD Night of Knives hay una escena en donde de hecho Millia y Zato comparten un momento íntimo en la cama.

### Venom
Venom es el camarada y mano derecha de Zato-1, llevado al Gremio de Asesino por el mismo Zato. Venom lo tiene en la más alta estima, respeto y honor. Aún más, como se deja ver en el drama CD Night of Knives, Venom es, de hecho, homosexual, lo que ayuda a explicar los sentimientos de Venom por Zato, los cuales parecen ser más que platónicos.
Millia ve a Venom como un  "perro faldero" y como un estorbo, cegado por emociones y su amor por Zato. Venom y Millia pelean ocasionalmente; sin embargo, ninguno ha podido superar al otro. Venom culpa a Millia por la muerte de Zato, aumentando su odio hacia ella aún más.